# Deltasnaveltiran
De deltasnaveltiran (Ramphotrigon flammulatum synoniem: Deltarhynchus flammulatus) is een zangvogel uit de familie Tyrannidae (tirannen).

## Verspreiding en leefgebied
Deze soort is endemisch in westelijk Mexico van Sinaloa tot westelijk Chiapas.

## Status
De grootte van de populatie is in 2019 geschat op 20.000-50.000 volwassen vogels. Op de Rode lijst van de IUCN heeft deze soort de status niet bedreigd.